# 1860 (фильм)
«1860» («Тысяча гарибальдийцев») — итальянская чёрно-белая драма 1934 года режиссёра Алессандро Блазетти по рассказу Джино Мадзукки. Фильм посвящён борьбе гарибальдийцев за свободу Италии и создан, по словам автора, под влиянием советского кино.

## Сюжет
История мучительной попытки сицилийского партизана, участника Рисорджименто, добраться до ставки Гарибальди в северной Италии и попросить его о спасении своей осаждённой родины. По дороге герой-крестьянин встречает множество самых разных  итальянцев, отличающихся по возрасту и политическим взглядам.
Фильм заканчивается битвой, придающей успех в деле объединения Италии.

## В ролях
В фильме участвует много неактёров.
- Джузеппе Джулино
- Аида Беллиа
- Джанфранко Джакетти
- Марио Феррари
- Мария Денис
- Андреа Кекки — солдат